# 瓦韋爾山
瓦韋爾山是南極洲的山峰，位於南設得蘭群島的喬治王島，處於埃內坎角以北0.29公里的阿德默勒爾蒂灣東面，海拔高度290米，由波蘭探險隊命名。
62°7′S 58°24′W / 62.117°S 58.400°W